# Trevor James Constable
Trevor James Constable (17 tháng 9 năm 1925 − 31 tháng 3 năm 2016) là một nhà văn UFO đầu tiên tin rằng hiện tượng UFO được giải thích tốt nhất bởi sự hiện diện của những con vật giống loài amip khổng lồ sinh sống trong bầu khí quyển của Trái Đất. Là cư dân sống tại Wellington, New Zealand,  ông đã phục vụ 31 năm trên biển, 26 năm với tư cách là một nhân viên phát thanh trên hạm đội thương thuyền của Hải quân Mỹ. Ông là tác giả nhiều cuốn sách viết về các cuộc không chiến trong Thế chiến II, cùng với đồng tác giả Raymond Toliver.

## Tác phẩm viết về Thế chiến II
Constable là một tác giả đã viết nên 10 đầu sách phi hư cấu, nhiều cuốn khá nổi tiếng đối với người hâm mộ những phi công lái chiến đấu cơ lừng danh. Đồng tác giả của những tác phẩm này là Raymond Toliver, cựu phi công của Không quân Mỹ và là sử gia chính thức của Hiệp hội Phi công Tiêm kích Mỹ. Tác phẩm của họ viết về phi công tiêm kích người Đức Erich Hartmann, The Blond Knight of Germany, được các sử gia Ronald Smelser và Edward J. Davies mô tả trong cuốn The Myth of the Eastern Front như một "dấu hiệu của sự lãng mạn", với tiêu đề "xảo quyệt" như đang gợi ý hiệp sĩ thời trung cổ rằng "không chỉ thất bại trong việc mô tả hành vi của Wehrmacht trong cuộc chiến tranh Xô-Đức, mà quả thực đã đánh dấu sự đối lập của nó".
Nhà sử học Jens Wehner lưu ý rằng cuốn sách năm 1971 của Constable và Toliver viết về Hartmann, được xuất bản bằng tiếng Đức dưới tiêu đề Holt Hartmann vom Himmel! Die Geschichte des erfolgreichsten Jagdfliegers der Welt, đã vô cùng phổ biến ở Đức, nhưng có những sai sót nghiêm trọng trong việc trình bày các sự kiện có thực trong lịch sử. Chúng bao gồm những vay mượn không chính đáng từ các yếu tố tuyên truyền của Đức Quốc xã về Fliegerassen ("phi công") và những khuôn mẫu về Liên Xô. Theo Wehner, tác phẩm này có thể được truy nguồn từ những thái độ thịnh hành trong Chiến tranh Lạnh. Hơn nữa, hậu quả chính trị và xã hội của Thế chiến II đã hoàn toàn bị bỏ qua.

## Giả thuyết UFO
Sau khi đọc về cảm xạ và orgone của Wilhelm Reich, Constable bị thuyết phục rằng UFO là một thực thể sống động ngoài đời thực. Ông bắt đầu chứng minh lý thuyết của mình bằng cách chụp bằng một chiếc máy ảnh được trang bị một ống kính cực tím và cuộn phim tốc độ cao. Các bức ảnh được xử lý cho thấy dấu hiệu của sự đổi màu, mà Constable khẳng định là bằng chứng của động vật giống như amip sinh sống trên bầu trời.
Xem xét 'bằng chứng' tìm thấy mới của mình, Constable đã chuyển sang viết thành hai cuốn sách mà các sinh vật, mặc dù không tồn tại bên ngoài "phạm vi hồng ngoại của phổ điện từ", đã ở trên Trái đất này vì nó có nhiều khí hơn là rắn. Ông tuyên bố rằng các sinh vật thuộc về một nhánh mới của sự tiến hóa, và rằng các loài nên được phân loại theo macrobacteria. Theo Constable, các sinh vật có kích cỡ bằng một đồng xu hoặc lớn như nửa dặm trên.
Sinh vật học của giống loài này được cho là có nghĩa khi chúng có thể nhìn thấy rađa, ngay cả khi không phải bằng mắt thường. Để giải thích hiện tượng tùng xẻo gia súc (và đôi khi là con người), Constable đã giả thuyết rằng việc sử dụng radar làm tức giận các sinh vật này, khiến chúng sẽ trở nên ăn thịt khi bị khiêu khích. Vào một ngày sau đó, một nhà động vật học kỳ bí đã chính thức phân loại những sinh vật được cho là Amoebae constablea, được đặt tên theo người phát hiện ra chúng. Constable đã viết một cuốn sách có tựa đề The Cosmic Pulse of Life vào năm 1975 đã phác thảo những ý tưởng của ông.

## Thời kỳ làm việc với TJC/Atmos Engineers
Năm 1991 Constable đã làm việc với chính quyền địa phương Malacca về một dự án để lấp đầy Đập Durian Tunggal.
Ông và công ty quảng cáo ý tưởng rằng họ đã tạo ra một công nghệ 'tạo mưa', sử dụng "các ống xylanh kim loại được đặt trong vật hình nón và các loại phụ tùng được sửa đổi", sau đó làm thay đổi ether hoặc 'chi' của bầu khí quyển. Những lợi ích của việc sử dụng một thiết bị như vậy được chào mời như tránh điện từ hoặc các chất phóng xạ được đưa vào trong không khí của vùng này. Constable đã bày tỏ lo ngại về việc phải sử dụng các thiết bị cho một khu vực địa phương hạn hẹp, nói rằng "nó giống như cố gắng trút cơn mưa trong một container nhỏ vậy".
Constable tuyên bố rằng công nghệ và phương pháp của ông từng được dùng để lấp đầy Đập Gibraltar ở California.
Trong các giai đoạn vận hành trước đây dường như chưa có kết quả đáng chú ý nào trong việc lấp đầy hồ chứa, và một số cư dân Malacca đổ lỗi cho các linh hồn ma quỷ, đang chiến đấu chống lại những nỗ lực nhằm sắp xếp bầu khí quyển. Constable cho biết ông tin rằng "có thể có một số sự thật trong những lời đồn đại", nhưng ông tự tin rằng công nghệ của mình có thể vượt qua được trở ngại này.
Chính phủ Malaysia cuối cùng đã bắt đầu một cuộc điều tra về hãng TJC/Atmos Engineers để xem xét liệu có bất kỳ bằng chứng nào cho thấy chính quyền Tiểu bang đã bị lừa dối hay không. Tổng cộng chính quyền địa phương đã trả cho họ 3,2 triệu đô la. Tuy nhiên, những tin tức tiếp theo đã được đăng lên vào ngày 14 tháng 8 năm 1991 trên tờ New Straits Times, "TJC Atmos Engineers đã được Chính quyền Malacca thuê để giải quyết các vấn đề về nước của Tiểu bang bằng cách lấp đầy con đập Durian Tunggal dài 28 mét khô cạn vào tháng Giêng. Họ sẽ được trả 3,2 triệu đô la nếu họ thành công và một nửa nếu con đập này được lấp đầy một nửa vào cuối tháng sau. Hoạt động bắt đầu vào ngày 1 tháng 7. Ông Constable đã mô tả hợp đồng để thực hiện hoạt động tại Malacca hoàn toàn tùy ý - không có kết quả thì không trả tiền."  Điều rõ ràng là sau đó nếu Chính phủ Malacca trả toàn bộ số tiền 3,2 triệu đô la cho TJC/Atmos Engineers, rằng họ sẽ được coi là đã hoàn thành đầy đủ nghĩa vụ hợp đồng để nhận đủ số tiền đó.